# Мелеєшть (Ришканський район)
Мелеєшть (рум. Mălăiești) — село в Ришканському районі Молдови. Входить до складу комуни, адміністративним центром якої є село Гелешень.